# Fritz Von Erich
Jack Barton Adkisson, noto con il nome di Fritz Von Erich (Jewett, 16 agosto 1929 – Denton, 10 settembre 1997), è stato un wrestler statunitense, maggiormente conosciuto per la sua attività di promotore di wrestling e per essere il patriarca della famiglia Von Erich, storica dinastia di lottatori del mondo del wrestling. Inoltre era il proprietario della World Class Championship Wrestling.

## Carriera nel football americano
Adkisson frequentò la Southern Methodist University, dove giocava nella squadra di football della scuola. Militò per una stagione nella ora defunta squadra dei Dallas Texans nella NFL, e poi passò a giocare nella Canadian Football League (CFL).

## Carriera nel wrestling

### Inizi
Mentre era a Edmonton, Adkisson fece la conoscenza del leggendario wrestler ed allenatore Stu Hart, che gli propose di intraprendere la carriera di lottatore e lo prese a lavorare per la sua Klondike Wrestling, dandogli il ring name di Fritz Von Erich e facendolo combattere in coppia con il finto "fratello" Waldo Von Erich con le gimmick dei cattivi fratelli nazisti (negli anni cinquanta e sessanta, i nazisti andavano per la maggiore come personaggi heel). Il primogenito di Adkisson, Jack Barton Adkisson Jr., nacque il 21 settembre 1952. Il bambino morì pochi anni dopo, nel 1959, a causa di una accidentale forte scossa elettrica, e il padre smise di viaggiare sulla costa orientale, acconsentendo che l'ex partner di tag team Waldo utilizzasse il nome Von Erich per lottare da solo nella World Wide Wrestling Federation.

### Anni sessanta
Nonostante la morte di Jack Jr., Adkisson continuò a lottare e viaggiare incessantemente per il Paese. Il 27 luglio 1963 riuscì a sconfiggere il campione mondiale Verne Gagne aggiudicandosi l'AWA World Heavyweight Championship, uno dei titoli più importanti dell'epoca. Dopo aver riceduto la cintura a Gagne, continuò a combattere principalmente nella compagnia St. Louis Wrestling Club. Restò lì fino al 1967, quando lasciò volontariamente la federazione dopo aver perso un match per il titolo NWA World Heavyweight Championship contro il campione di allora Gene Kiniski. A fine anni sessanta, Adkisson divenne un importante promoter di wrestling nella zona di Dallas, Houston e San Antonio.

### All Japan Pro Wrestling
Adkisson contribuì anche alla ripresa del wrestling giapponese dopo la sconvolgente morte per accoltellamento di Rikidōzan, il wrestler più famoso in Giappone all'epoca. Diventò una star nella All Japan Pro Wrestling grazie ai suoi feud con Antonio Inoki e Giant Baba, e alla sua mossa finale "Iron Claw", che diventò una delle mosse di wrestling più celebri in Giappone. Interpretando anche qui la solita gimmick del nazista, Von Erich riuscì a conquistare l'NWA International Tag Team Championship combattendo in coppia con Karl Krupp.

### NWA Texas/Big Time Wrestling
Von Erich venne preso in considerazione come possibile candidato alla vittoria dell'NWA World Tag Team Championship insieme al figlio David, ma i campioni dell'epoca, Gene e Ole Anderson, non vedevano di buon occhio i lottatori che impersonavano delle gimmick, e si rifiutarono di perdere i titoli contro di loro. Inoltre, anche la dirigenza NWA era perplessa circa l'assegnare le cinture di campioni di coppia a due wrestler dal nome chiaramente fittizio. Adkisson si offrì allora di combattere con il suo vero nome, ma i vertici della federazione votarono comunque contro l'assegnazione. Nel 1975, Adkisson diventò presidente della NWA Texas/Big Time Wrestling, dopo che Sam Muchnick aveva dato le dimissioni, continuando comunque a combattere nella stessa federazione che dirigeva, tra le proteste del consiglio di amministrazione che vedeva il fatto come un conflitto di interessi inammissibile. Von Erich si aggiudicò per ben 13 volte il titolo massimo della federazione.

### World Class Championship Wrestling e ritiro
Nel 1982, ebbe luogo il primo dei match di ritiro dall'attività agonistica di Von Erich contro King Kong Bundy nell'appena ribattezzata World Class Championship Wrestling, con base a Dallas. La federazione era famosa per l'alto valore dei suoi atleti, e per l'utilizzo di musiche d'entrata per i suoi lottatori più importanti. La compagnia fu all'epoca una di quelle con il maggior seguito negli Stati Uniti, contando su nomi di punta come i fratelli Von Erich, i Fabulous Freebirds, Chris Adams, Abdullah the Butcher, Bruiser Brody, Gino Hernandez e Rick Rude. Verso la fine degli anni ottanta, il vivaio di talenti della compagnia si impoverì, e la federazione si fuse con quella di proprietà di Jerry Jarrett con sede a Memphis, dando vita alla United States Wrestling Association (USWA).

## Vita privata
Adkisson si sposò con Doris J. Smith il 23 giugno 1950. Insieme, la coppia ebbe sei figli: Jack Barton Jr. (nato il 21 settembre 1952), Kevin (nato il 15 maggio 1957), David (nato il 22 luglio 1958), Kerry (nato il 3 febbraio 1960), Mike (nato il 2 marzo 1964) e Chris (nato il 30 settembre 1969). Dei sei figli di Adkisson, solamente Kevin supererà il 34º anno di età. In seguito la coppia divorzierà il 21 luglio 1992, dopo ben 42 anni di matrimonio.
Adkisson morì a causa di un tumore al cervello e alla gola, il 10 settembre 1997. Il funerale fu celebrato alla First Baptist Church di Dallas (Texas). Il corpo venne cremato e le ceneri sepolte insieme ai resti del suo quarto figlio, Kerry.

## Personaggio
Mossa finale
- Iron Claw

Soprannomi
- "Tetsu no Tsume" ("Artiglio d'acciaio") - in Giappone

## Titoli e riconoscimenti
- Pro Wrestling Illustrated
  - 207º tra i 500 migliori wrestler singoli nella "PWI Years" (2003)
- All Japan Pro Wrestling
  - NWA International Tag Team Championship (1) - con Karl Krupp
- Maple Leaf Wrestling
  - NWA Canadian Open Tag Team Championship (3) - con Karl Von Schober (2) e Gene Kiniski (1)
- Mid-Atlantic Championship Wrestling
  - NWA Southern Tag Team Championship (Mid-Atlantic version) (1) - con Waldo Von Erich
- NWA Detroit
  - NWA United States Heavyweight Championship (Detroit Version) (3)
- NWA Minneapolis Wrestling and Boxing Club / American Wrestling Association
  - AWA World Heavyweight Championship (1)
  - NWA World Tag Team Championship (Minneapolis version) (1) - con Hans Hermann
- NWA Western States Sports
  - NWA International Tag Team Championship (Amarillo version) (1) - con Killer Karl Krupp
  - NWA North American Heavyweight Championship (Amarillo version) (4)
- Professional Wrestling Hall of Fame and Museum
  - Classe del 2012
- Southwest Sports, Inc / NWA Big Time Wrestling / World Class Championship Wrestling
  - NWA American Heavyweight Championship (13)
  - NWA American Tag Team Championship (6) - con Waldo Von Erich (1), Billy Red Lyons (1), Grizzly Smith (1), Fred Curry (1), Dan Miller (1), e Dean Ho (1)
  - NWA Brass Knuckles Championship (Texas version) (2)
  - NWA Texas Heavyweight Championship (3)
  - NWA United States Heavyweight Championship (Texas version) (3)1
  - NWA World Six-Man Tag Team Championship (Texas version) (1) - con Kevin & Mike Von Erich
  - NWA World Tag Team Championship (East Texas version) (2) - con Killer Karl Kox (1) e Duke Keomuka (1)
- St. Louis Wrestling Hall Of Fame
  - (Classe del 2007)
- World Wrestling Entertainment
  - WWE Hall of Fame (Classe del 2009)
- Wrestling Observer Newsletter
  - Wrestling Observer Newsletter Hall of Fame (Classe del 1996)

1Nel maggio 1968 il titolo venne rinominato NWA American Heavyweight Championship. Successivamente fu ribattezzato WCWA World Heavyweight Championship quando la World Class si staccò dalla NWA nel febbraio 1986.